# Епик Рекърдс
Епик Рекърдс (на английски: Epic Records) е американска звукозаписна компания, управлявана от Sony MBG. Компанията е създадена през 1953 г.

## История
Първоначално от Епик Рекърдс се занимават само с джаз и класическа музика през 50-те години на ХХ век. Искрящо жълтото, черно и синьо лого на компанията става познат търговски белег за много джазови и класически компилации на много големи имена като Берлинската филхармония, квартета Джулиард Стринг, Антал Дора̀ти, Джордж Сзел и други.
Десет години по-късно Епик получават първите си златни албуми и се превръщат в значима компания, пуснала редица хитове в стиловете рокендрол, ритъм енд блус и кънтри. Много са успешните изпълнители, които подписват с развищата се компания, включително Боби Винтън, The Dave Clark Five, Холис, Тами Уайнет, Доновън, Ярдбърдс, Лулу, Джеф Бек и много други.
През 60-те и 70-те години на ХХ век успехът за Епик не стихва. Още много изпълнители се включват като Sly & the Family Stone (1966), Чарли Рич (1967), Едгър Уинтър (1970), Стив Вай (от 1970 т.), REO Speedwagon (1971), Джони Наш (1972), АББА (във Великобритания) (1972), The Isley Brothers (1973), Тед Нюджент (1975), Бостън (1976), Heart (1976) и Клаш (1976).
През 80-те и 90-те години Епик правят звезди Мийт Лоуф, Адам Ант, The Jacksons, Майкъл Джексън, Culture Club, Илектрик Лайт Оркестра, Ози Озбърн, Юръп, Шаде, Лутер Вандрос, Глория Естефан, Джордж Майкъл и Синди Лоупър. По-късно се появяват днешните любимци на младото поколение като Джесика Симпсън, Шакира, Фиона Апъл, Дженифър Лопес и Манди Мур.
Други артисти, които са подписвали с Епик, са Анастейша, Алекс Джонсън, Дъ Фрей, Incubus, Alkaline Trio, Modest Mouse, Good Charlotte, Live, AC/DC, Кис, Дюран Дюран, Рейдж Агейнст дъ Мъшин, Chevelle, Editors, Prong, Пърл Джем, Сара Барей, Lamb Of God, Suicidal Tendencies, Мейси Грей, B*Witched, Bone Thugs-N-Harmony, Тори Амос, Никол Бенет, FireHouse и платинено продаващата Селин Дион.
Епик е част от компанията Sony BMG Music. Тя е откупена от CBS през 1988 г.

## Ръководство
- Чарли Уок – президент на Епик Рекърдс
- Анди Гершън – вицепрезидент на Епик Рекърдс
- Ник Рафаел – британски изпълнителен директор
- Джо Чарнигтън – управител на A&R